# Chesterfield (siège)
Pour les articles homonymes, voir Chesterfield (homonymie).

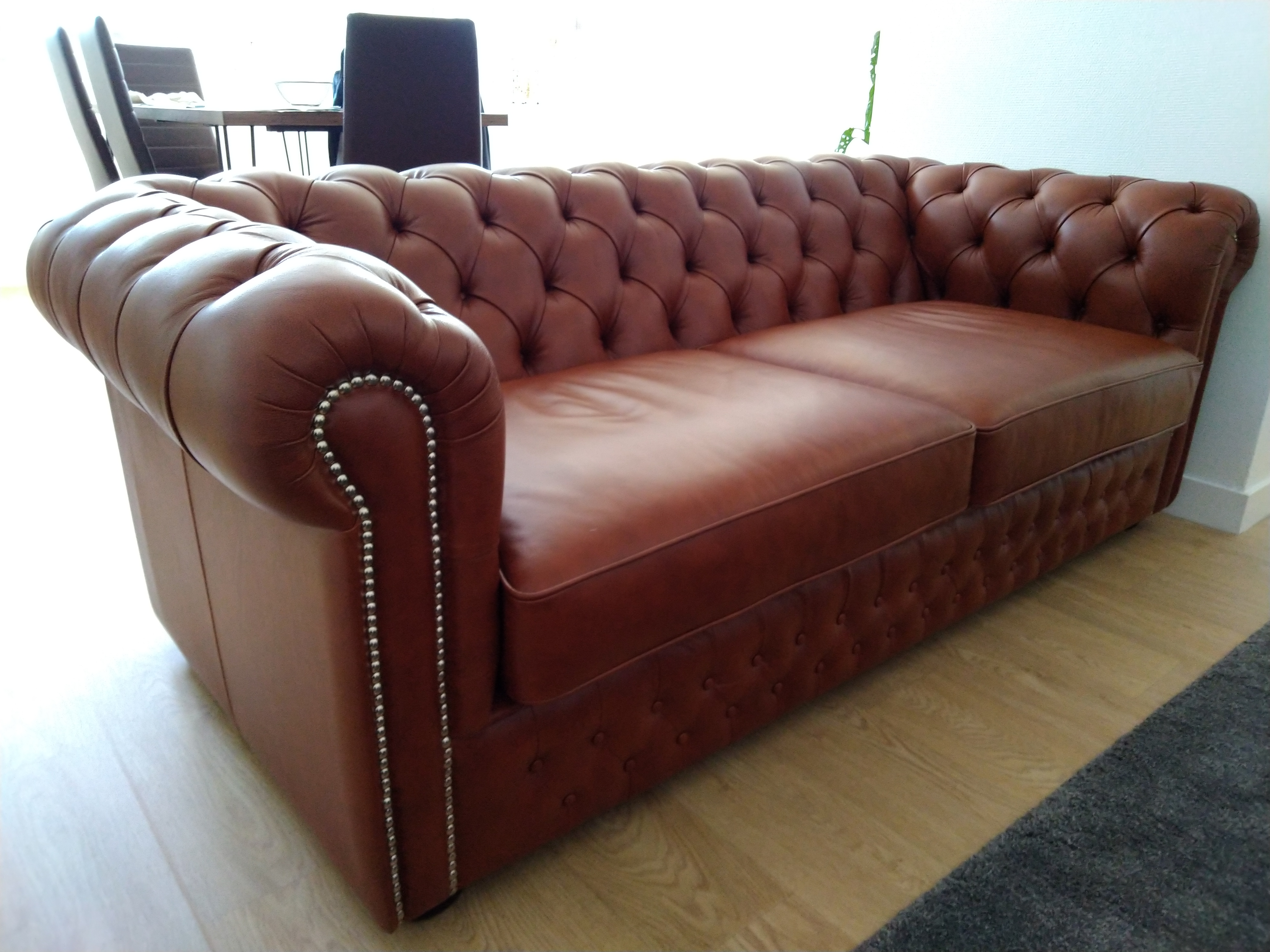
Un canapé Chesterfield en cuir.

Le chesterfield est un modèle de fauteuil et de canapé de style anglais qui date probablement de la fin du XVIIIe siècle. Le recouvrement est un capiton généralement de cuir mais comme le fauteuil club, il s'est paré de velours et plus récemment d'autres tissus. Le rembourrage est à l'origine fait de crin ou de bourre de soie et de plume d'oie pour les coussins, de nos jours la mousse polyester vient les remplacer. La richesse des matériaux utilisés (cuirs, tissus nobles, bois) et la complexité de la réalisation des canapés et fauteuils chesterfield rend leur prix d'achat élevé. En effet  pour le capitonnage une première toile est cousue afin de donner la forme de chaque capiton et de faciliter la mise en place du recouvrement  nécessitant plus de matière et de main d'œuvre que pour la réalisation de canapés en cuir tendu.

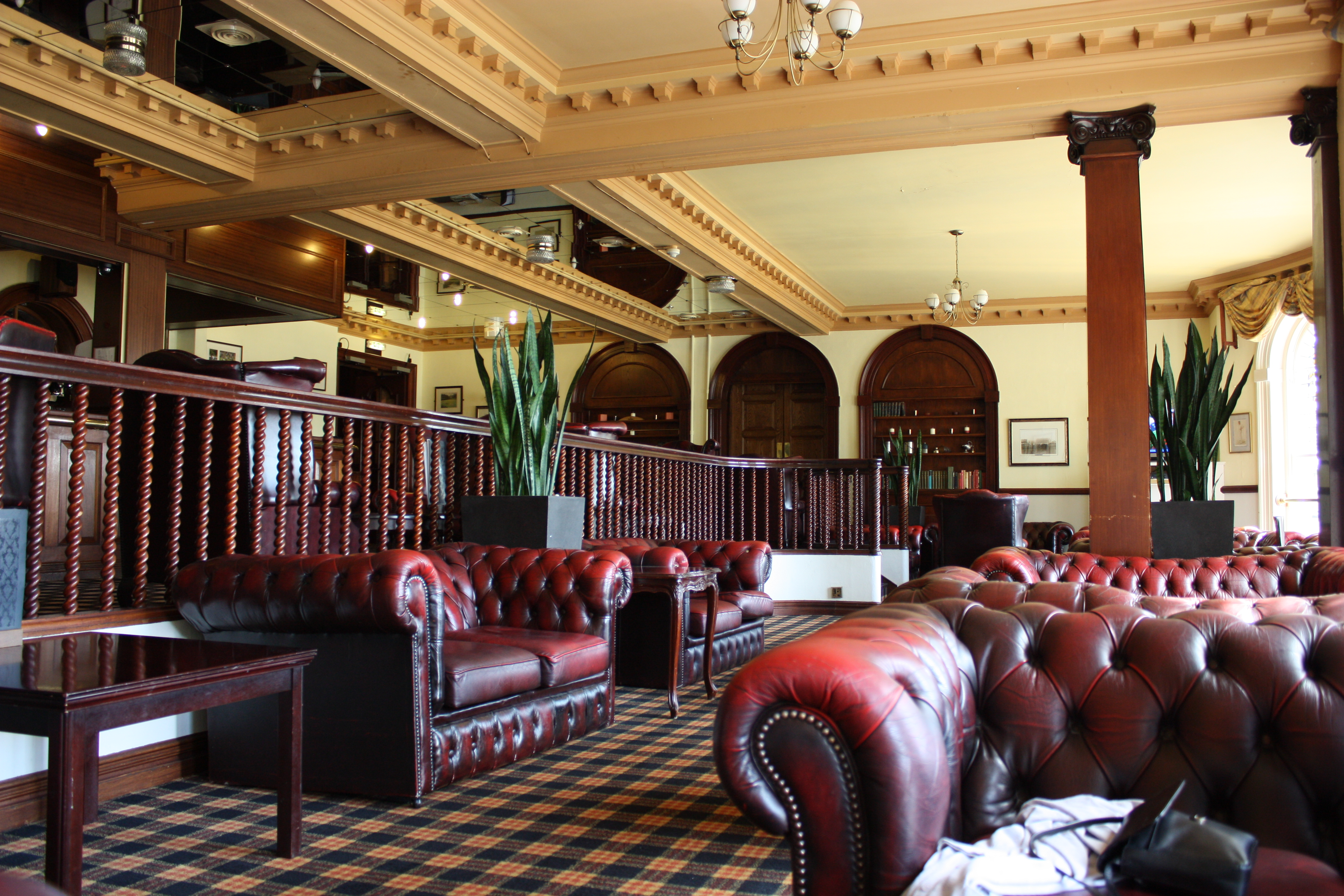